# Cerro do Castelo das Bouças
O Cerro do Castelo das Bouças, igualmente conhecido como Cerro do Castelo das Almargens, é um sítio arqueológico no Município de Odemira, na região do Alentejo, em Portugal. Consiste num possível povoado fortificado ocupado em dois períodos distintos, primeiro durante a Idade do Ferro e depois no período islâmico.

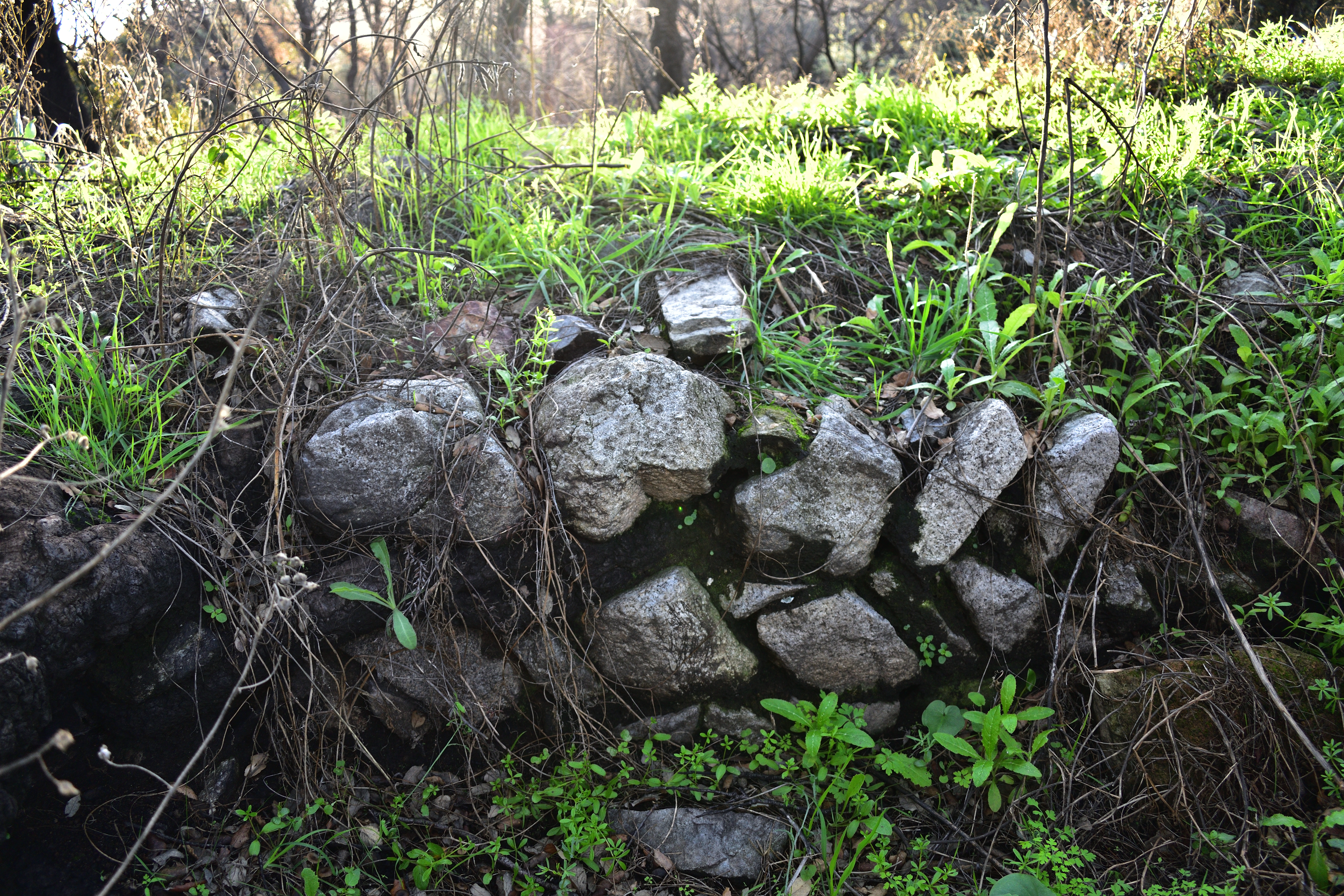
Exemplo de um muro construído no aparelho de espinha de peixe, na fortaleza islâmica de Alferce, em Monchique.

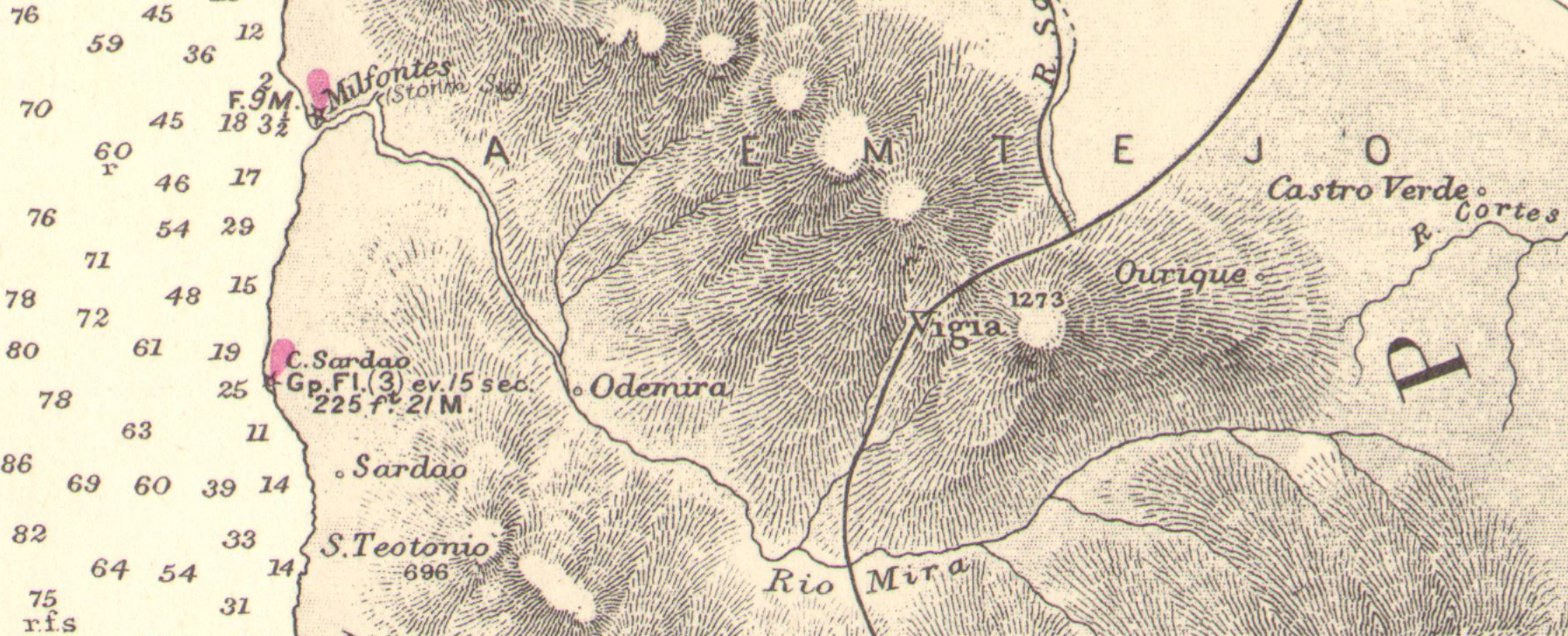
Percurso do Rio Mira, na Carta Náutica de 1873. O Castelo das Bouças era uma de várias fortificações situadas no anel de montanhas em redor de Odemira, permitindo controlar os acessos à cidade portuária.

## Descrição e história
O sítio arqueológico encontra-se numa colina com boas condições de defesa natural, com encostas muito acentuadas, que era limitada a Norte pela ribeira e a várzea da Capelinha, nas imediações da Estrada Nacional 263. O castelo tinha duas plataformas, uma mais elevada no lado Sudoeste da colina, que servia de acrópole à segunda plataforma, de maiores dimensões. Foram encontrados vestígios de uma linha de muralhas em xisto, que era suportada por um talude com cerca de 1,5 m de desnível, situado no terço superior da encosta. A muralha não não possuía quaisquer bastiões ou torres, embora tenha possivelmente existido uma linha murada para reforço, na área de acesso ao recinto, no lado Sul. Foi construída em alvenaria de pedra, e tinha apenas uma só face para o exterior, enquanto que o interior estava encostado a um socalco escavado na vertente. Na parte superior as pedras estavam dispostas num aparelho conhecido como espinha de peixe, técnica construtiva típica da Alta Idade Média, e que teve origem no sistema romano do opus spicatum (en). Devido à diferença entre os aparelhos na parte superior e inferior, podem ser correspondentes a duas fases de construção distintas. O recinto do castelo tinha uma área aproximada de 11000 m², tendo sido ali encontrados vestígios de duas paredes de uma estrutura, provavelmente uma cabana, e que tinha uma lareira, composta por uma placa de barro. O pavimento é de especial interesse, porque foi elaborado com argila cozida e fragmentos de peças de cerâmica dos séculos VIII a IX, permitindo desta forma datar a ocupação do castelo nos princípios do período islâmico.
O castelo estava integrado numa rede de fortificações que protegiam o Castelo de Odemira, e que ao mesmo tempo forneciam abrigo aos habitantes rurais. O vale da Ribeira da Capelinha fornecia solos muito férteis, motivo pelo qual seria provavelmente densamente habitado durante o período islâmico. Com efeito, o nome alternativo do monumento, Almargens, provém do termo islâmico al-mardj, que significa campo ou pradaria. O espólio do local inclui partes de mós manuais em granitóide, e vários fragmentos de peças de cerâmica, produzida de forma manual e com torno, e de um dollium de grandes dimensões, que estava ornamentado com um cordão inciso. Destaca-se igualmente a presença de escórias e de muitos pingos de fundição, na plataforma baixa. Isto poderá estar relacionado com a abundância mineral do vale no passado, situado em relação com a Falha de Messejana, com ricos filões de ferro e manganês, levando à formação de vários centros paleo-metalúrgicos para a produção de ferro. Um destes centros poderá ter sido instalado na colina que foi depois ocupada pela fortificação medieval. No local também foram descobertos fragmentos de peças de cerâmica da Idade do Ferro.
O sítio foi descoberto durante trabalhos agrícolas, tendo as primeiras escavações arqueológicas sido feitas em 1993. Foi depois alvo de trabalhos de investigação em 1995, 1998 e 2000. Os vestígios foram danificados pela instalação de postes de alta tensão, tendo as rampas para as máquinas destruído a muralha no lado Sudoeste.